# 巴士奇遇結良緣 (1978年電影)
《巴士奇遇結良緣》，是1978年上映的香港時裝寫實喜劇電影，由張鑫炎執導，方平、李燕燕等主演。本片是以製作國語片為主的老牌左派電影公司長城電影製片有限公司之首部全粵語影片，並原創了市井味道的粵語插曲。本片亦為文化大革命結束後首批於中國大陸上映的港產片。

## 故事大綱
巴士售票員陳義（方平飾）一次在巴士上捉扒手，結識女乘客阿珍（李燕燕飾）。兩人其後結婚生子，但隨著巴士售票員此一職位被時代淘汰，他們一家遭遇艱難。兩人互相砥礪，以樂觀和毅力面對生活上的困難。陳義決心考牌轉職為司機。

## 演員表
| 演員   | 角色   | 備註                         |
| ------ | ------ | ---------------------------- |
| 方平   | 陳義   | 巴士售票員，任勞任怨的青年。 |
| 李燕燕 | 阿珍   |                              |
| 李嬙   | 福嬸   |                              |
| 張錚   | 老周   | 陳義同事，售票員。           |
| 金沙   | 德叔   | 陳義同事，巴士司機。         |
| 洪鋒   | 孟炳   | 陳義同事，售票員。           |
| 梁治強 |        | 陳義同事，售票員。           |
| 余婉菲 | 包租婆 |                              |
| 劉戀   |        |                              |
| 梁錦燊 | 扒手   |                              |

## 歌曲
| 歌名               | 作曲 | 作詞   | 主唱 |
| ------------------ | ---- | ------ | ---- |
| 巴士佬，我係巴士佬 | 草田 | 梁治強 | 尹光 |
| 牛肉乾             | 草田 | 梁治強 | 尹光 |
| 捱世界             | 草田 | 梁治強 | 尹光 |

| 歌名       | 作曲 | 作詞   | 主唱   | 備註               |
| ---------- | ---- | ------ | ------ | ------------------ |
| 做人為兩餐 | 姚敏 | 盧國沾 | 鄭少秋 | 寄調《我有一段情》 |
| 兩個夠曬數 | 黃霑 | 黃霑   |        | 家計會廣告歌       |

## 製作
本片拍攝時期，左派電影公司處於擺脫文革極左思潮、樣板戲框架，摸索新方向的階段。
導演張鑫炎憶述他們當時提出仿傚差利·卓別靈的喜劇，碰巧當時香港巴士公司要轉形象，故以此作為題材。張又指當時需由工會審查有否損害工人形象。

## 評價
據當時《大公報》報道，本片的喜劇元素，一改長城公司過去十年的沉寂局面，打破老套的新製作。
據銀都機構（後來長城公司與鳳凰、新聯公司合併而成）的紀念書籍引用香港電影資料館《長鳳新作品大展特刊》所載影評，本片雖重拾1950至60年代朱石麟等人開創的小市民人情喜劇模式，並改善了趣味性、包裝、節奏、拍攝手法，但仍擺脫不了為主題思想服務的陰影，娛樂和教化的結合仍然生硬。
據導演張鑫炎憶述，本片在內地上映時大受歡迎，是改革開放之初內地觀眾心目中的港產片代表作之一。

## 花絮
本片於農曆新年上映，上映前派發印有男女主角婚紗照的賀歲卡。

## 外部連結
- 香港影庫上《巴士奇遇結良緣》的資料（繁體中文）
- 互联网电影数据库（IMDb）上《巴士奇遇結良緣》的资料（英文）
- 豆瓣电影上《巴士奇遇結良緣》的資料 （简体中文）